# Protea curvata
Protea curvata (serpentine sugarbush, en afrikáans: serpentynsuikerbos) es una especie de planta fanerógama perteneciente a la familia Proteaceae. Es un endemismo de Sudáfrica, donde está protegida.

## Taxonomía
Protea curvata fue descrita por Nicholas Edward Brown y publicado en Kew Bulletin 1901, 131. 1901.
Etimología
Protea: nombre genérico que fue creado en 1735 por Carlos Linneo en honor al dios de la mitología griega Proteo que podía cambiar de forma a voluntad, dado que las proteas tienen muchas formas diferentes. 
curvata: epíteto latíno que significa "curvada".